# Ouroboros (serie televisiva)
Ouroboros (ウ ロ ボ ロ ス こ の 愛 そ 正義, 正義.) è un dorama stagionale invernale che racconta la storia di due uomini, un investigatore il primo e un membro della Yakuza il secondo, che cercano contemporaneamente di scoprire la verità su un omicidio verificatosi vent'anni prima ma rimasto irrisolto - o addirittura bloccato - dalla polizia. È basato sul manga omonimo creato da Kanzaki Yuuya.
La serie televisiva drammatica consta di 10 episodi ed è stata mandata in onda nel 2015; vede Tōma Ikuta e Shun Oguri nei panni dei due protagonisti. Il primo episodio trasmesso il 16 gennaio del 2015 e la serie si è conclusa il 20 marzo seguente. Oltre a loro il programma vede anche Juri Ueno nel ruolo di Mizuki Hibino, Kotaru Yoshida in quelli di Kaoru Mishima, Kenichi Takito che interpreta Shinichi Chouno e Yō Yoshida nei panni di Tomiko Tachibana. Aoi Nakamura è infine apparso come uno dei membri del cast di supporto nell'episodio 1 nella parte del piccolo ladro Sawatari.
Dopo otto anni Oguri e Ikuta entrano così a far parte dello stesso progetto; l'ultima volta che avevano condiviso la scena sullo schermo è stato nell'adattamento live action del 2007 della serie manga Shōjo Hana-Kimi, ovvero Hanazakari no kimitachi e - Ikemen Paradaisu. La sigla - Sakura - viene cantata dalla boy band j-pop degli Arashi. L'Uroboro è un antico simbolo che raffigura un serpente che si mangia la coda, il che significa "Infinito" o eternamente ritornante.

## Trama
Ikuo si presenta per essere un detective con un debole per "l'odore degli indizi" proprio come se fosse uno "sniffer dog", soprannome quest'ultimo datogli dalla compagna Mizuki; resosi famoso per avere il più alto tasso di arresti nel secondo ufficio del dipartimento di polizia di Tokyo sembra proprio essere un giovane promettente con un acuto senso della giustizia.
Tatsuya è un altrettanto giovane e promettente membro della Yakuza, che sta crescendo rapidamente nelle sue file grazie al suo modo di pensare veloce e rapido e alla sua bellezza; ha la tendenza a scherzare con una qualche espressione "ad effetto", a volte catturando l'attenzione di tutti, tranne il suo fedele braccio destro Fukamachi.
Questi due uomini apparentemente non hanno nulla in comune ma stanno attualmente avanzando alimentati dallo stesso desiderio: vendicarsi dell'"uomo con l'orologio d'oro" che soppresse le indagini e le loro dichiarazioni sull'assassinio della propria amata insegnante, Yuiko-sensei avvenuta davanti ai loro stessi occhi, la quale si era sempre dimostrata più una sorella maggiore o una figura materna per tutto il tempo da entrambi trascorso all'orfanotrofio.
Un omicidio camuffato da suicidio nell'episodio di apertura apre la strada alla denuncia della corruzione dilagante presente nei livelli più alti del dipartimento di polizia. Fidandosi del suo naso (sia letteralmente che figurativamente), Ikuo riesce a trovare il colpevole insieme ad alcuni aiuti segreti fornitigli da Tacchan/Tatsuya. Inoltre giungono a scoprire le tracce della verità sui Kintokei-gumi, gli "uomini con l'orologio d'oro" che sembravano avere più sinistri punti di interesse riguardo all'istituzione dell'orfanotrofio di Mahoroba, dove i protagonisti vivevano fino al momento del delitto.
Mentre la serie progredisce entrambi i personaggi si evolvono a loro modo mentre afferrano ogni possibile traccia per scoprire la verità. Ikuo si innamora della sua compagna Mizuki, anche se si rende conto che suo padre potrebbe essere l'assassino di Yuiko-sensei. Come disse Tatsuya: "Puoi ucciderlo se la verità viene fuori in quel modo?" Hanno comunque in comune lo scopo di ritrovare l'uomo che indossa l'orologio d'oro, scoprire la verità e rivelare il lato oscuro dell'organizzazione della polizia.
Nel finale Tatsuya cerca deliberatamente di creare una spaccatura tra Ikuo e se stesso quando comincia sempre più a rendersi conto che l'antico amico si è involontariamente creato una vita che ruota tutt'attorno ad un nuovo e fidato gruppo di compagni che credono ciecamente in lui. Ma rimane assai sorpreso, specialmente quando l'assassino viene scoperto come qualcuno di davvero inaspettato e che Tatsuya non voleva proprio far uccidere da Ikuo.

## Personaggi e interpreti
- Tōma Ikuta - Ikuo Ryuzaki
- Shun Oguri - Tatsuya Danno
- Juri Ueno - Mizuki Hibino
- Yō Yoshida - Tomiko Tachibana
- Tsuyoshi Muro - Takeshi Fukamachi
- Nana Seino - Konatsu Tamura
- Kumiko Takeda - Kirino Abiko
- Ken Mitsuishi- Kunihiko Hibino
- Ken'ichi Takitō - Shinichi Chono
- Kōtarō Yoshida (attore) - Kaoru Mishima
- Hashinosuke Nakamura - Kiichiro Kitagawa
- Ryōko Hirosue - Yuiko Kashiwaba
- David Itō - Katsurada Takeo
- Aoi Nakamura - Sawatari (ep. 1)
- Gō Ayano - Nachi Sosuke (ep. 7-10)